# Aeroport de Tenerife Sud
L'Aeroport de Tenerife Sud o Aeroport Internacional Reina Sofia (codi IATA: TFS, codi OACI: GCTS) és un aeroport d'Aena que es troba en el municipi de Granadilla de Abona, a 60 km de la capital de l'illa, molt a prop de les localitats costaneres d'El Médano i Los Abrigos.
A finals del 2015 i des de la seva inauguració, havien passat per les seves instal·lacions un total de 249.453.264 passatgers. L'any 2015 (l'últim any del qual es tenen estadístiques completes), l'aeroport va registrar un moviment de 9.117.514 de passatgers. És el segon aeroport amb major tràfic de passatgers de l'arxipèlag canari i el setè d'Espanya. La suma de passatgers dels dos aeroports de l'illa, converteixen Tenerife en l'illa que congrega el major moviment de passatgers de les Canàries, amb un total de 12.932.830 passatgers l'any 2015, a través dels seus dos aeroports: l'Aeroport de Tenerife Sud i l'Aeroport de Tenerife Nord. L'Aeroport de Tenerife Sud és el primer aeroport turístic espanyol de la xarxa d'Aena, amb un 92% de passatgers que viatja per aquest motiu. El 2011, va rebre 8.656.487 viatgers i va realitzar 58.093 operacions. El 2014 va ser el tercer aeroport més rendible de la xarxa d'Aena, amb un benefici de més de 73 milions d'euros.

## Història
A la fi dels seixanta, amb motiu de la visita del ministre de l'Aire a les obres de l'Aeroport de Tenerife (avui Tenerife Nord), les autoritats insulars van plantejar la necessitat de triar un nou emplaçament a causa dels inconvenients de caràcter meteorològic que impedien a l'aeroport existent reunir les condicions tècniques adequades.
Amb el suport del Ministeri a aquesta proposta, el Cabildo Insular de Tenerife va iniciar la compra de terrenys en els municipis de Granadilla i San Miguel de Abona. El 29 de maig de 1970, es va declarar d'utilitat pública i urgent el lloc de construcció. L'estiu de 1973, el projecte va ser adjudicat per 450 milions de pessetes. Al llarg de 1976 es van adjudicar successivament les obres del carrer de rodament i enllaços, la central elèctrica, el moviment de terres i urbanització de l'àrea de la terminal. I durant el 1977 es van adjudicar finalment les obres de la torre de control, la instal·lació de l'abalisament de la pista principal, el carrer de rodament i l'edifici terminal. La col·lisió del 1977 en Los Rodeos i la seva obertura el 23 d'octubre de 1978 van donar un impuls fortíssim a l'aeroport (un milió de passatgers en el primer any). L'avió inaugural va ser un Mystère de la Subsecretaria de Aviación Civil en el qual viatjava Sa Majestat la Reina Sofia.

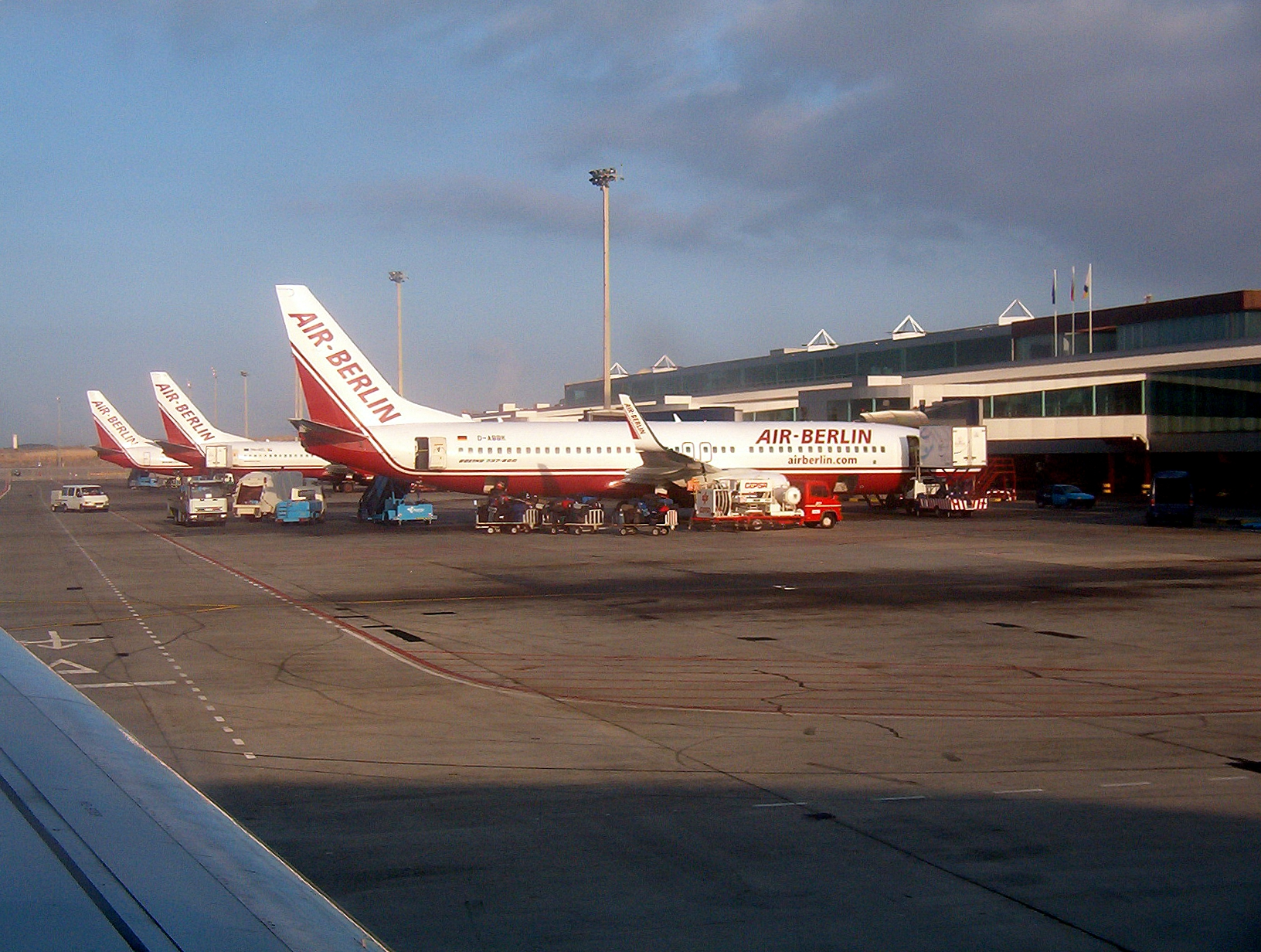
Terminal de l'Aeroport

Connecta l'illa amb centenars de destinacions, especialment del Regne Unit, Alemanya i Itàlia, a més de vols a altres punts d'Espanya, Europa, Amèrica i Àfrica. Cal destacar l'absència gairebé total de vols interinsulars des d'aquest aeroport. Es troba a uns 60 quilòmetres de Santa Cruz de Tenerife i a 20 minuts de les localitats turístiques de Los Cristianos i Playa de las Américas. Es complementa amb l'Aeroport Internacional de Los Rodeos, situat al nord de l'illa i que està orientat al tràfic inter-insular i nacional, encara que també posseeix vols intercontinentals.
Forma part de la Xarxa d'Aeroports Nacionals, gestionats per AENA. Recentment ha sofert una sèrie de remodelacions que converteixen a una de les principals portes d'accés a l'arxipèlag, en un lloc còmode i modern; es van presentar el juny de 2007 i van costar més de 6.000 milions de pessetes.
L'aeroport de Tenerife Sud roman en funcionament les 24 hores del dia. En l'actualitat, ofereix més d'un centenar de connexions i la seva major activitat queda registrada cada divendres de la setmana i durant la temporada d'hivern. Més de 150 companyies operen en les seves instal·lacions.

## Ampliació

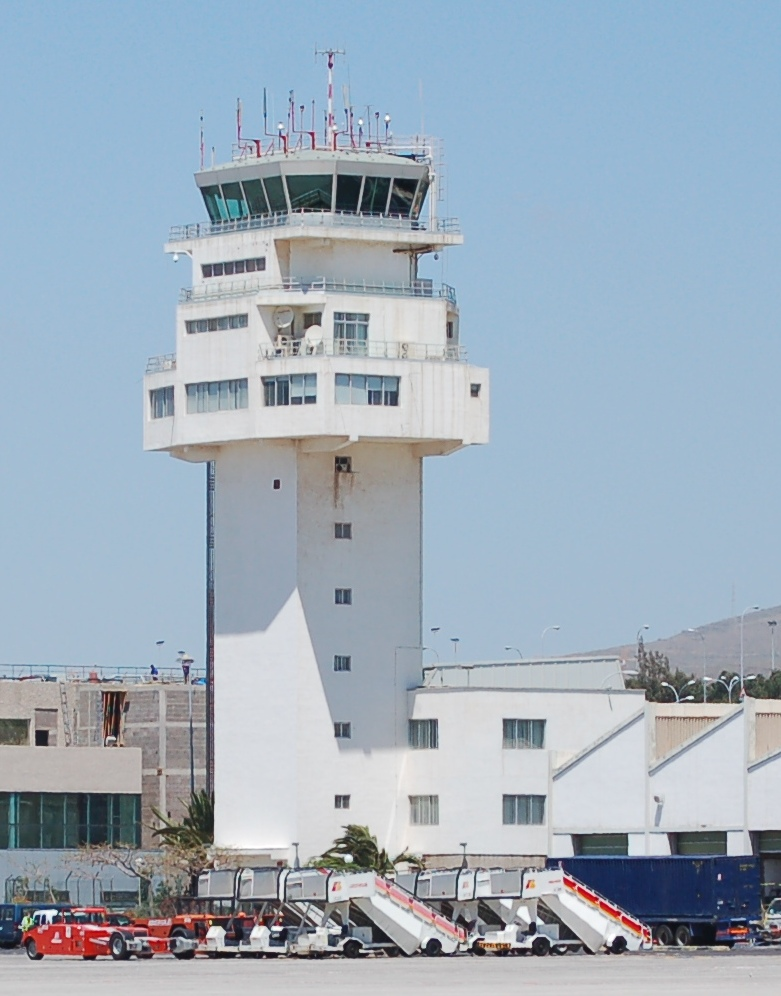
Torre de control de l'aeroport, vista des de la plataforma.

La nova terminal de 21.400 m² està en funcionament des de mitjan 2009, la qual cosa ha permès augmentar la capacitat de sortides de 3.000 a 4.400 passatgers. La inversió que s'ha destinat és de 30,1 milions d'euros. L'immoble està alineat amb l'actual i compta amb una planta baixa destinada al pati de sortides, túnel de servei, zona d'instal·lacions i serveis generals; una planta de passatge per a facturació amb 32 mostradors, oficines per a companyies aèries i comercials, i una altra planta per ampliar, en un futur, la zona d'embarcament, amb la possibilitat de construir zones públiques o d'oficines en una planta superior. La construcció d'una passarel·la que connecta el nou edifici i la terminal actual permetrà al passatger entrar directament al vestíbul de facturació o accedir a la zona d'embarcament, passant el corresponent control de seguretat. Una nova sala de trànsits substituirà a l'actual que deixarà l'espai per al nou control de seguretat. L'aeroport comptarà també amb un sistema d'aterratge instrumental per a les aeronaus, adjudicat per 1,1 milions d'euros.

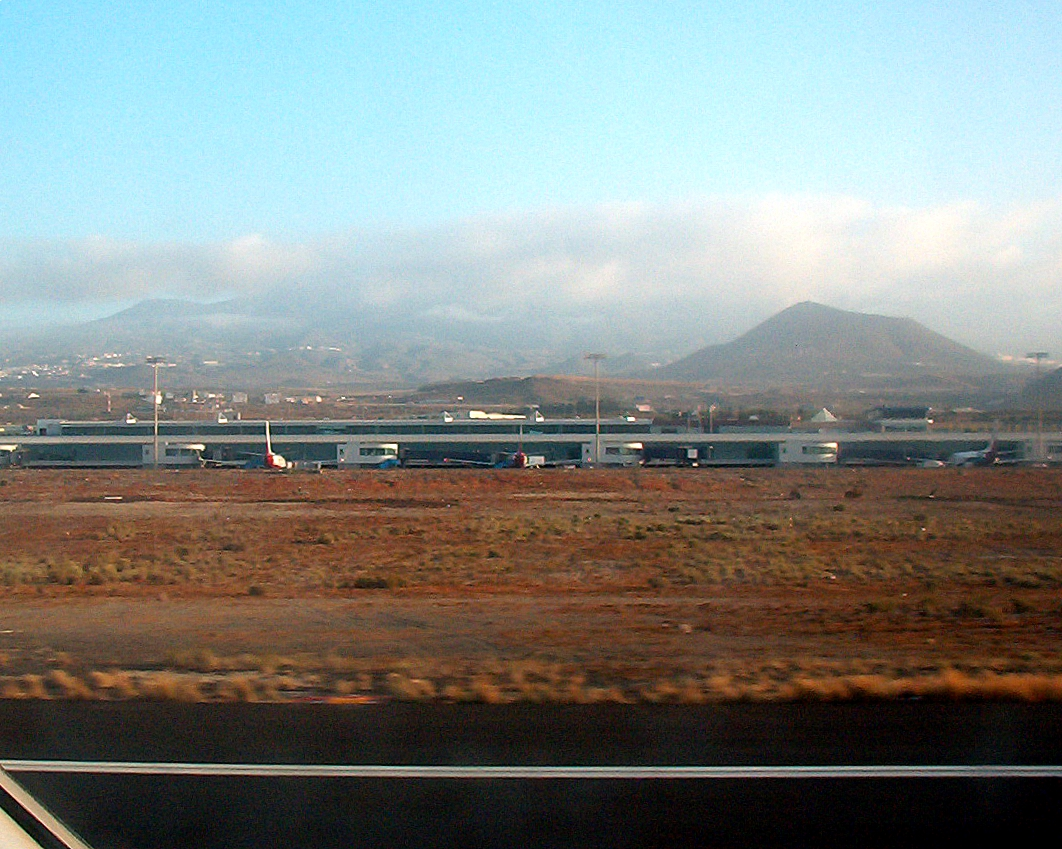
Vista de la Terminal de passatgers des de la pista

Les obres previstes fins a 2020 són l'ampliació de l'Àrea Terminal amb un edifici de 100.000 m² i cinc plantes, atenent a 7.500 passatgers a l'hora i amb una inversió de 425 milions d'euros. En aquestes futures ampliacions es troba una nova pista de vol (AENA ja ha dissenyat el projecte bàsic amb 3.200 metres de llarg i 60 d'ample, la qual cosa permetrà assolir fins a 96 operacions a l'hora, més del doble de la capacitat actual) i rodament, l'ampliació de la zona d'embarcament i un sistema d'aproximació d'aterratges en condicions meteorològiques adverses.
A tot el que s'ha dit, s'ha unit en el segon semestre de 2008 l'obertura d'un nus de comunicacions més avançat amb l'anomenada Autopista del Sud (TF-1).

## Aerolínies i destinacions
Destinacions i aerolínies de Tenerife Sud
| Ciutats                  | Nombre de l'Aeroport                               | Aerolínies                                                                                      |        |        |        |
| Europa                   | Europa                                             | Europa                                                                                          | Europa | Europa | Europa |
| ------------------------ | -------------------------------------------------- | ----------------------------------------------------------------------------------------------- | ------ | ------ | ------ |
|                          |                                                    |                                                                                                 |        |        |        |
| Berlín                   | Aeroport de Berlín-Schönefeld                      | Condor Flugdienst / easyJet / Norwegian Air Shuttle                                             |        |        |        |
| Bremen                   | Aeroport de Bremen                                 | Germania Fluggesellschaft / Ryanair                                                             |        |        |        |
| Colònia (Alemanya)       | Aeroport de Colònia/Bonn                           | Norwegian Air Shuttle / Ryanair / TUIfly                                                        |        |        |        |
| Dresden                  | Aeroport de Dresden                                | Germania Fluggesellschaft                                                                       |        |        |        |
| Düsseldorf               | Aeroport Internacional de Düsseldorf               | Condor Flugdienst / TUIfly                                                                      |        |        |        |
| Erfurt                   | Aeroport d'Erfurt                                  | Germania Fluggesellschaft                                                                       |        |        |        |
| Frankfurt del Main       | Aeroport de Frankfurt                              | Condor Flugdienst / TUIfly                                                                      |        |        |        |
| Frankfurt del Main       | Aeroport de Frankfurt-Hahn                         | Ryanair                                                                                         |        |        |        |
| Hamburg                  | Aeroport d'Hamburg                                 | Condor Flugdienst / Norwegian Air Shuttle                                                       |        |        |        |
| Hannover                 | Aeroport de Hannover                               | TUIfly                                                                                          |        |        |        |
| Karlsruhe                | Aeroport de Karlsruhe-Baden Baden                  | Germania Fluggesellschaft / TUIfly                                                              |        |        |        |
| Leipzig                  | Aeroport de Leipzig/Halle                          | Condor Flugdienst                                                                               |        |        |        |
| Memmingen                | Aeroport de Memmingen                              | Ryanair                                                                                         |        |        |        |
| Múnic                    | Aeroport de Múnic                                  | Condor Flugdienst / Norwegian Air Shuttle / TUIfly / Lufthansa                                  |        |        |        |
| Nuremberg                | Aeroport de Nuremberg                              | TUIfly                                                                                          |        |        |        |
| Paderborn                | Aeroport de Paderborn-Lippstadt                    | Condor Flugdienst                                                                               |        |        |        |
| Stuttgart                | Aeroport de Stuttgart                              | Condor Flugdienst / SunExpress / TUIfly                                                         |        |        |        |
| Weeze                    | Aeroport de Weeze                                  | Ryanair                                                                                         |        |        |        |
| Zweibrücken              | Aeroport de Zweibrücken                            | TUIfly                                                                                          |        |        |        |
|                          |                                                    |                                                                                                 |        |        |        |
| Viena                    | Aeroport de Viena-Schwechat                        | Austrian Airlines                                                                               |        |        |        |
|                          |                                                    |                                                                                                 |        |        |        |
| Brussel·les              | Aeroport de Brussel·les                            | TUI fly Belgium                                                                                 |        |        |        |
| Charleroi                | Aeroport de Brussel·les Sud                        | Jetairfly / Ryanair                                                                             |        |        |        |
| Lieja                    | Aeroport de Lieja                                  | Jetairfly                                                                                       |        |        |        |
| Oostende                 | Aeroport Internacional d'Oostende-Bruges           | Jetairfly                                                                                       |        |        |        |
|                          |                                                    |                                                                                                 |        |        |        |
| Billund                  | Aeroport de Billund                                | Ryanair                                                                                         |        |        |        |
|                          |                                                    |                                                                                                 |        |        |        |
| Alacant                  | Aeroport d'Alacant-Elx                             | Vueling Airlines / Air Europa                                                                   |        |        |        |
| Astúries                 | Aeroport d'Astúries                                | Air Europa / Volotea                                                                            |        |        |        |
| Barcelona                | Aeroport de Barcelona-El Prat                      | Vueling Airlines / Iberia / Ryanair                                                             |        |        |        |
| Bilbao                   | Aeroport de Bilbao                                 | Norwegian Air International                                                                     |        |        |        |
| La Corunya               | Aeroport de La Corunya                             | Vueling Airlines                                                                                |        |        |        |
| Fuerteventura            | Aeroport de Fuerteventura                          | Germania Fluggesellschaft / Meridiana / Neos                                                    |        |        |        |
| Granada                  | Aeroport de Granada                                | Vueling Airlines (comienza 4 diciembre 2017)                                                    |        |        |        |
| Gran Canària             | Aeroport de Gran Canària                           | Binter Canarias / Jetairfly / Helvetic Airways / Transavia.com                                  |        |        |        |
| Lanzarote                | Aeroport de Lanzarote                              | Mistral Air / Transavia.com                                                                     |        |        |        |
| Madrid                   | Aeroport de Madrid-Barajas                         | Iberia Express / Ryanair / Estacional: Air Europa                                               |        |        |        |
| Màlaga                   | Aeroport de Málaga-Costa del Sol                   | Vueling Airlines / Norwegian Air Shuttle                                                        |        |        |        |
| Santander                | Aeroport de Santander                              | Vueling Airlines / Ryanair                                                                      |        |        |        |
| Santiago de Compostel·la | Aeroport de Santiago de Compostel·la               | Air Europa / Ryanair                                                                            |        |        |        |
| Sevilla                  | Aeroport de Sevilla                                | Vueling Airlines / Ryanair                                                                      |        |        |        |
| València                 | Aeroport de València                               | Vueling Airlines / Ryanair                                                                      |        |        |        |
| Vitòria                  | Aeroport de Vitòria                                | Ryanair                                                                                         |        |        |        |
| Saragossa                | Aeroport de Saragossa                              | Vueling Airlines                                                                                |        |        |        |
|                          |                                                    |                                                                                                 |        |        |        |
| Hèlsinki                 | Aeroport de Hèlsinki-Vantaa                        | Finnair / Thomas Cook Airlines Scandinavia                                                      |        |        |        |
|                          |                                                    |                                                                                                 |        |        |        |
| Bordeus                  | Aeroport de Bordeus-Mérignac                       | Volotea                                                                                         |        |        |        |
| Lió                      | Aeroport de Lió–Saint-Exupéry                      | Vueling Airlines (comienza 29 octubre 2017)                                                     |        |        |        |
| Nantes                   | Aeroport de Nantes Atlantic                        | Volotea / Vueling Airlines                                                                      |        |        |        |
| París                    | Aeroport de Beauvais-Tillé                         | Ryanair                                                                                         |        |        |        |
| París                    | Aeroport de París-Charles de Gaulle                | easyJet                                                                                         |        |        |        |
| París                    | Aeroport de París-Orly                             | Vueling Airlines / Jetairfly / Transavia.com France                                             |        |        |        |
| Tolosa                   | Aeroport de Tolosa-Blanhac                         | Air France /                                                                                    |        |        |        |
|                          |                                                    |                                                                                                 |        |        |        |
| Cork                     | Aeroport de Cork                                   | Aer Lingus / Ryanair                                                                            |        |        |        |
| Dublín                   | Aeroport de Dublín                                 | Aer Lingus / Ryanair                                                                            |        |        |        |
| Knock                    | Ireland West Airport Knock                         | Ryanair                                                                                         |        |        |        |
| Shannon (Irlanda)        | Aeroport de Shannon                                | Ryanair                                                                                         |        |        |        |
|                          |                                                    |                                                                                                 |        |        |        |
| Reikiavik                | Aeroport Internacional de Keflavík                 | Primera Air                                                                                     |        |        |        |
|                          |                                                    |                                                                                                 |        |        |        |
| Bèrgam                   | Aeroport de Bèrgam-Orio al Serio                   | Mistral Air / Ryanair                                                                           |        |        |        |
| Bolonya                  | Aeroport de Bolonya                                | Neos / Ryanair                                                                                  |        |        |        |
| Milà                     | Aeroport de Milà-Malpensa                          | easyJet / Meridiana / Neos                                                                      |        |        |        |
| Pisa                     | Aeroport de Pisa                                   | Ryanair                                                                                         |        |        |        |
| Roma                     | Aeroport de Roma-Fiumicino                         | Alitalia / Meridiana / easyJet / Vueling Airlines / Norwegian Air Shuttle (Comienza en octubre) |        |        |        |
| Verona                   | Aeroport de Verona-Villafranca                     | Meridiana / Neos                                                                                |        |        |        |
|                          |                                                    |                                                                                                 |        |        |        |
| Luxemburg                | Aeroport de Luxemburg                              | Luxair                                                                                          |        |        |        |
| Noruega                  |                                                    |                                                                                                 |        |        |        |
| Oslo                     | Aeroport d'Oslo-Gardermoen                         | Norwegian Air Shuttle                                                                           |        |        |        |
|                          |                                                    |                                                                                                 |        |        |        |
| Amsterdam                | Aeroport d'Amsterdam-Schiphol                      | Arkefly / Transavia.com / easyJet (verano 2016)                                                 |        |        |        |
| Eindhoven                | Aeroport d'Eindhoven                               | Transavia.com                                                                                   |        |        |        |
| Groningen                | Aeroport de Groningen-Eelde                        | Transavia.com                                                                                   |        |        |        |
| Maastricht               | Aeroport de Maastricht-Aquisgrà                    | Ryanair                                                                                         |        |        |        |
| Rotterdam                | Aeroport de Rotterdam-La Haia                      | Transavia.com                                                                                   |        |        |        |
|                          |                                                    |                                                                                                 |        |        |        |
| Gdańsk                   | Aeroport de Gdańsk-Lech Wałęsa                     | Small Planet Airlines                                                                           |        |        |        |
| Katowice                 | Aeroport Internacional de Katowice                 | Enter Air / LOT Polish Airlines                                                                 |        |        |        |
| Poznań                   | Aeroport de Poznań-Ławica                          | Enter Air                                                                                       |        |        |        |
| Varsòvia                 | Aeroport de Varsòvia Chopin                        | Enter Air / Travel Service Airlines                                                             |        |        |        |
| Portugal                 |                                                    |                                                                                                 |        |        |        |
| Porto                    | Aeroport de Porto-Francisco Sá Carneiro            | Ryanair                                                                                         |        |        |        |
|                          |                                                    |                                                                                                 |        |        |        |
| Aberdeen                 | Aeroport d'Aberdeen                                | Air Europa / Evelop Airlines                                                                    |        |        |        |
| Belfast                  | Aeroport Internacional de Belfast                  | Jet2.com / Thomas Cook UK                                                                       |        |        |        |
| Birmingham               | Aeroport Internacional de Birmingham-West Midlands | Ryanair / Thomas Cook UK / Thomson Airways / Vueling Airlines (estacional)                      |        |        |        |
| Blackpool                | Aeroport Internacional de Blackpool                | Jet2.com                                                                                        |        |        |        |
| Bournemouth              | Aeroport Internacional de Bournemouth              | Ryanair / Thomson Airways                                                                       |        |        |        |
| Bristol                  | Aeroport Internacional de Bristol                  | easyJet / Ryanair / Thomas Cook UK / Thomson Airways                                            |        |        |        |
| Cardiff                  | Aeroport Internacional de Cardiff                  | Thomas Cook UK / Thomson Airways                                                                |        |        |        |
| Doncaster                | Aeropuerto Robin Hood Doncaster Sheffield          | Thomson Airways                                                                                 |        |        |        |
| Edimburg                 | Aeroport d'Edimburg                                | easyJet / Ryanair / Thomson Airways                                                             |        |        |        |
| Exeter                   | Aeroport Internacional d'Exeter                    | Thomson Airways                                                                                 |        |        |        |
| Glasgow                  | Aeroport Internacional de Glasgow                  | Jet2.com / Thomas Cook UK / Thomson Airways                                                     |        |        |        |
| Glasgow                  | Aeroport de Glasgow Prestwick                      | Ryanair                                                                                         |        |        |        |
| Leeds                    | Aeroport Internacional de Leeds Bradford           | Jet2.com / Ryanair / Thomson Airways                                                            |        |        |        |
| Liverpool                | Aeroport de Liverpool-John Lennon                  | Ryanair                                                                                         |        |        |        |
| Londres                  | Aeroport de Londres-Gatwick                        | British Airways / easyJet / Norwegian Air Shuttle / Thomas Cook UK / Thomson Airways            |        |        |        |
| Londres                  | Aeroport de Londres-Heathrow                       | British Airways                                                                                 |        |        |        |
| Londres                  | Aeroport de Londres-Luton                          | Ryanair / Thomson Airways / easyJet                                                             |        |        |        |
| Londres                  | Aeroport de Londres-Southend                       | easyJet                                                                                         |        |        |        |
| Londres                  | Aeroport de Londres-Stansted                       | Ryanair / Thomas Cook UK / Thomson Airways                                                      |        |        |        |
| Manchester               | Aeroport de Manchester                             | easyJet / Jet2.com / Ryanair / Thomas Cook UK / Thomson Airways / Vueling Airlines (estacional) |        |        |        |
| Newcastle upon Tyne      | Aeroport de Newcastle upon Tyne                    | Jet2.com / Thomas Cook UK / Thomson Airways / Ryanair (Comienza el 1 de Noviembre de 2016)      |        |        |        |
| Norwich                  | Aeroport Internacional de Norwich                  | Thomson Airways                                                                                 |        |        |        |
| Nottingham               | Aeroport d'East Midlands                           | Jet2.com / Ryanair / Thomas Cook UK / Thomson Airways                                           |        |        |        |
|                          |                                                    |                                                                                                 |        |        |        |
| Praga                    | Aeroport de Praga                                  | Travel Service Airlines                                                                         |        |        |        |
| Rússia                   |                                                    |                                                                                                 |        |        |        |
| Moscou                   | Aeroport Internacional de Moscou-Xeremètievo       | Aeroflot                                                                                        |        |        |        |
| Sant Petersburg          | Aeroport Internacional Púlkovo                     | Rossiya                                                                                         |        |        |        |
|                          |                                                    |                                                                                                 |        |        |        |
| Basilea                  | Aeroport de Basilea-Mulhouse-Friburg               | easyJet Switzerland / TUIfly                                                                    |        |        |        |
| Ginebra                  | Aeroport Internacional de Ginebra                  | easyJet Switzerland / Helvetic Airways                                                          |        |        |        |
| Zúric                    | Aeroport Internacional de Zuric                    | Vueling Airlines / Edelweiss Air                                                                |        |        |        |
| Ucraïna                  |                                                    |                                                                                                 |        |        |        |
| Kíev                     | Aeroport Internacional de Boryspil                 | Ukraine International Airlines                                                                  |        |        |        |

## Clima
| Paràmetres climàtics mitjana de Tenerife / Sud Regna, Espanya                                  | Paràmetres climàtics mitjana de Tenerife / Sud Regna, Espanya | Paràmetres climàtics mitjana de Tenerife / Sud Regna, Espanya | Paràmetres climàtics mitjana de Tenerife / Sud Regna, Espanya | Paràmetres climàtics mitjana de Tenerife / Sud Regna, Espanya | Paràmetres climàtics mitjana de Tenerife / Sud Regna, Espanya | Paràmetres climàtics mitjana de Tenerife / Sud Regna, Espanya | Paràmetres climàtics mitjana de Tenerife / Sud Regna, Espanya | Paràmetres climàtics mitjana de Tenerife / Sud Regna, Espanya | Paràmetres climàtics mitjana de Tenerife / Sud Regna, Espanya | Paràmetres climàtics mitjana de Tenerife / Sud Regna, Espanya | Paràmetres climàtics mitjana de Tenerife / Sud Regna, Espanya | Paràmetres climàtics mitjana de Tenerife / Sud Regna, Espanya | Paràmetres climàtics mitjana de Tenerife / Sud Regna, Espanya |
| Mes                                                                                            | Gen.                                                          | Febr.                                                         | Mar.                                                          | Abr.                                                          | Maig                                                          | Juny                                                          | Jul.                                                          | Ag.                                                           | Set.                                                          | Oct.                                                          | Nov.                                                          | Des.                                                          | Anual                                                         |
| ---------------------------------------------------------------------------------------------- | ------------------------------------------------------------- | ------------------------------------------------------------- | ------------------------------------------------------------- | ------------------------------------------------------------- | ------------------------------------------------------------- | ------------------------------------------------------------- | ------------------------------------------------------------- | ------------------------------------------------------------- | ------------------------------------------------------------- | ------------------------------------------------------------- | ------------------------------------------------------------- | ------------------------------------------------------------- | ------------------------------------------------------------- |
| Temp. màx. mitjana (°C)                                                                        | 21.1                                                          | 21.1                                                          | 23.3                                                          | 22.2                                                          | 23.3                                                          | 25.0                                                          | 27.2                                                          | 28.3                                                          | 28.3                                                          | 26.1                                                          | 24.4                                                          | 22.2                                                          | 24.4                                                          |
| Temp. mín. mitjana (°C)                                                                        | 15.0                                                          | 15.0                                                          | 15.6                                                          | 16.1                                                          | 16.7                                                          | 18.9                                                          | 20.0                                                          | 21.1                                                          | 20.6                                                          | 20.0                                                          | 18.3                                                          | 16.1                                                          | 17.8                                                          |
| Precipitació total (mm)                                                                        | 5.1                                                           | 10.2                                                          | 10.2                                                          | 5.1                                                           | 2.5                                                           | 0.0                                                           | 0.0                                                           | 0.0                                                           | 2.5                                                           | 10.2                                                          | 30.5                                                          | 10.2                                                          | 86.5                                                          |
| Font: The Weather Channel Interactive Arxivat 2014-02-22 a Wayback Machine., Inc. Març de 2009 |                                                               |                                                               |                                                               |                                                               |                                                               |                                                               |                                                               |                                                               |                                                               |                                                               |                                                               |                                                               |                                                               |

## Serveis de l'Aeroport Tenerife Sud
- Cafeteries/Restaurants
- Touroperadores
- Serveis Bancaris
- Sala de reunions

Sales de lloguer per a recepcions, conferències, rodes de premsa, cursos i reunions de treball.
- Sales vip

Serveis de catering, premsa i informació personalitzada.
- Àrea de jocs infantils
- Comissaria de Policia
- Capella oratori multiconfessional
- Oficina de correus
- Objectes perduts
- Serveis d'Informació

Compta amb 7 punts de Serveis d'informació per a prestar ajuda i orientació als passatgers. (1)Informació de l'Aeroport (2) Air Europa, (3) Ground Force, (4) Persones amb mobilitat reduïda, (5) Iberia, (6) Servisair (7) Informació turística / Cabildo Insular de Tenerife.
- Atenció a persones amb Mobilitat reduïda

En compliment del Reglament (CE) 1107/2006 del Parlament Europeu, s'engega a partir del 26 de juliol de 2008 en tots els aeroports europeus un servei d'atenció als passatgers amb mobilitat reduïda.